# كلوفيس مقصود
كلوفيس مقصود (بالإنجليزية: Clovis Maksoud)‏ (17 ديسمبر 1926 - 15 مايو 2016) هو كاتب وصحفي وأكاديمي لبناني، كان سفير الجامعة العربية لدى الأمم المتحدة سابقاً بالفترة من (1979-1990)، كما كان سفيراً للجامعة العربية في الهند (1961-1966). شغل منصب رئيس تحرير جريدة الأهرام، ورئيس تحرير صحيفة النهار اللبنانية الأسبوعية (1977-1979). قام بتدريس شؤون الشرق الأوسط في الجامعة الأمريكية بواشنطن، وكلية واشنطن للحقوق.

## مؤلفاته
- معنى عدم الانحياز
- أزمة اليسار العربي
- أفكار حول الشؤون الأفروآسيوية
- صورة العرب
- العروبة في زمن الضياع